# Elbe Princesse
Die Elbe Princesse ist ein französisches Flusskreuzfahrtschiff, das seit 2016 für Reisen zwischen Berlin und Prag eingesetzt wird.

## Bauwerft
Die STX France hat an die französische Reederei CroisiEurope das Flusskreuzfahrtschiff mit Schaufelrad-Antrieb abgeliefert. Das Binnenschiff entstand bei der Industriegruppe Neopolia Marine aus zwei einzelnen Blöcken und wurde im Trockendock 1 in Saint-Nazaire zusammengefügt. Die anschließende Endausrüstung erfolgte an den Penhoët Docks von Saint-Nazaire.

## Das Schiff
Die Elbe Princesse ist 95 Meter lang, 10,50 Meter breit und hat einen sehr geringen Tiefgang von nur 0,90 Meter. Angetrieben wurde es von einer Kombination aus zwei starren Schaufelrädern am Heck mit einem Durchmesser von 4,6 Metern und 2,6 Metern Breite und zwei schwenkbaren Omega-Jet-Bugstrahlrudern. Die starren Schaufelräder waren ein ineffizienter Antrieb und führten zu starken Vibrationen. Sie wurden durch exzentergesteuerte  Schaufelräder ersetzt. Die Schaufelräder werden von zwei Volvo-Schiffsdieselmotoren mit jeweils 750 PS angetrieben, die Bugstrahlruder, die auch der besseren Manövrierfähigkeit dienen, von zwei 500-PS-Volvo-Motoren. Die maximale Geschwindigkeit beträgt je nach Strömung circa 20 km/h stromabwärts und 10–12 km/h stromaufwärts. Die Heck-Schaufelräder erlauben im Gegensatz zu Seitenschaufelrädern die Durchfahrt durch schmale Schleusen.

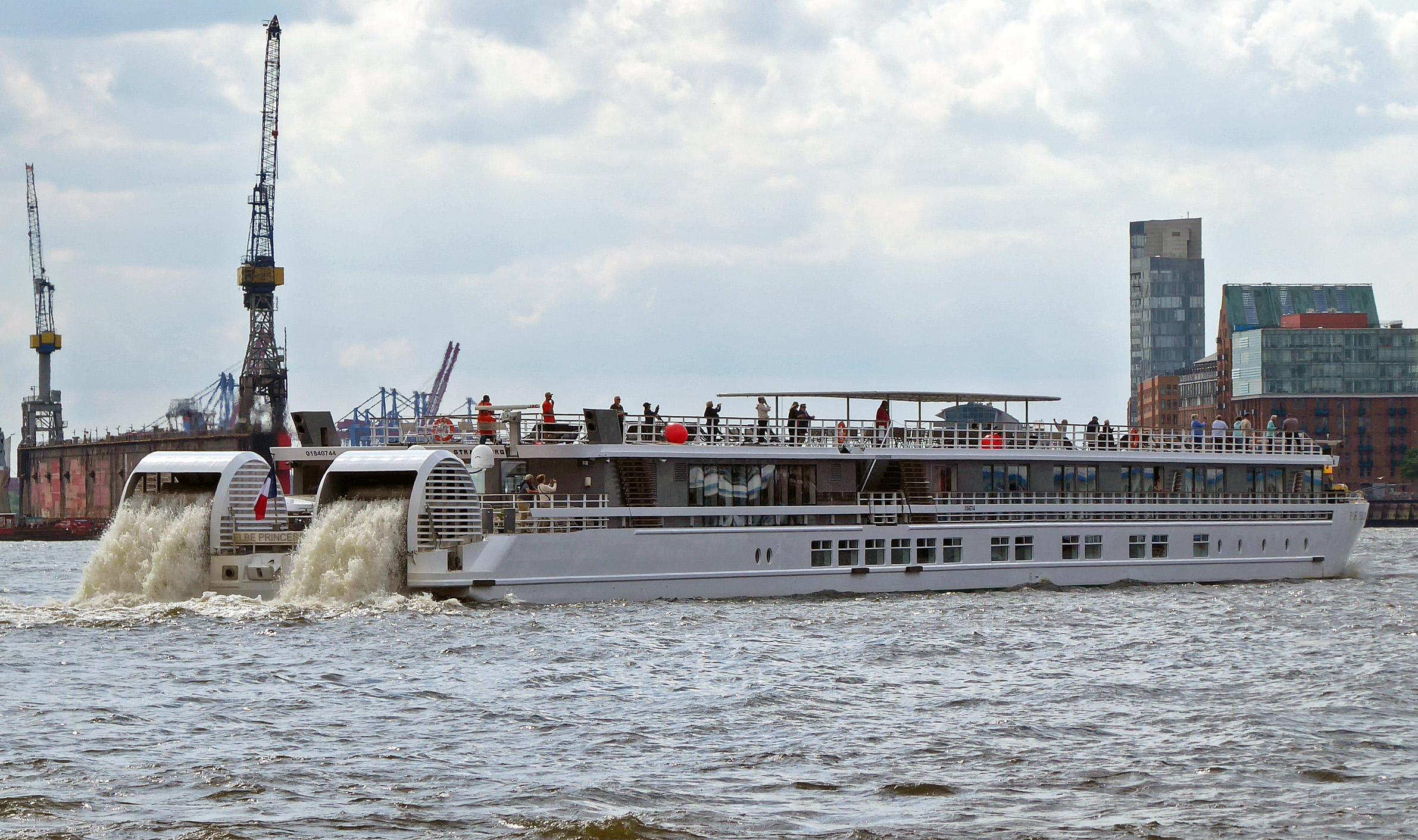
Elbe Princesse 2024 in Hamburg

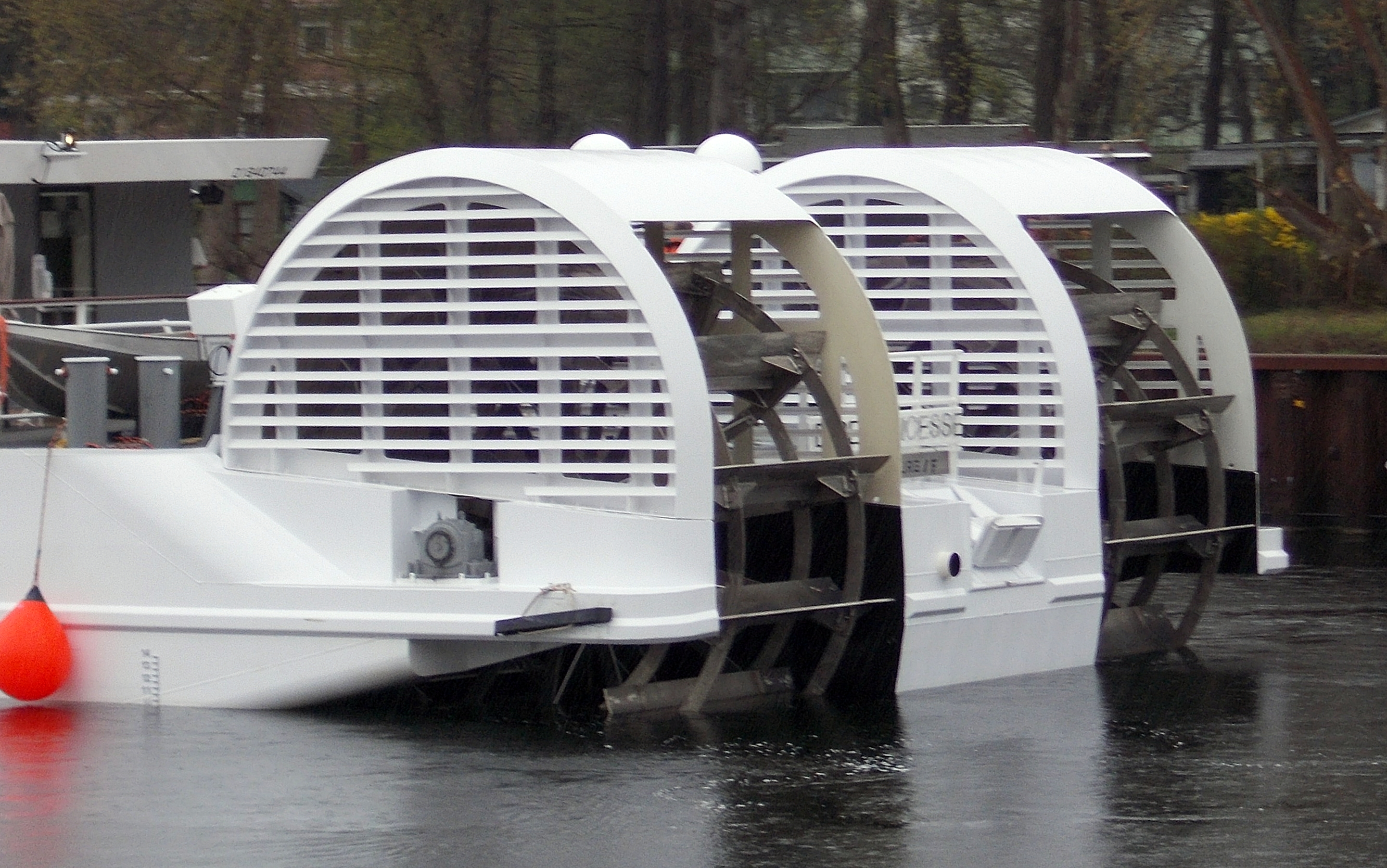
Heckradsektion

Die Elbe Princesse fährt mit einer Besatzung von 24 Personen und bietet Platz für 80 Passagiere. Die 40 Kabinen sind auf zwei Decks angeordnet: Im oberen Deck sind die Kabinen mit französischen Balkonen ausgestattet und im unteren Deck mit Bullaugen. Das Schiff wird für Reisen von Berlin über Magdeburg, Wittenberg, Meißen, Dresden und Theresienstadt nach Prag eingesetzt.

## Besonderheiten
Es gibt nur sehr wenige Schiffe mit Antrieb durch die Kombination Dieselmotor und Schaufelrad (Seiten- oder Heckrad). Der Grund ist der erheblich niedrigere Gesamtwirkungsgrad im Vergleich zum Motorantrieb und Propeller. Bei der Elbe Princesse wurde diese Anordnung trotz des höheren Brennstoffverbrauchs gewählt, um einen möglichst geringen Tiefgang zu erreichen und Prag auch bei fallendem Wasserstand noch so lange wie möglich anlaufen zu können.